# Euxoa oblongistigma
Euxoa oblongistigma är en fjärilsart som beskrevs av Smith 1887. Euxoa oblongistigma ingår i släktet Euxoa och familjen nattflyn. Inga underarter finns listade i Catalogue of Life.